# Psapharochrus piperatus
Psapharochrus piperatus là một loài bọ cánh cứng trong họ Cerambycidae.